# Marcus Nash
Marcus Nash (* 1. April 1971 in Bristol, Vereinigtes Königreich) ist ein ehemaliger US-amerikanischer Skilangläufer.

## Werdegang
Nash trat international erstmals bei den Junioren-Skiweltmeisterschaften 1991 in Reit im Winkl in Erscheinung. Dort belegte er den 48. Platz über 30 km Freistil und den 31. Rang über 10 km klassisch. Im Februar 1994 errang er in Lillehammer bei seiner ersten Teilnahme an Olympischen Winterspielen den 65. Platz über 30 km Freistil. Im folgenden Jahr lief er bei den Nordischen Skiweltmeisterschaften in Thunder Bay auf den 60. Platz über 10 km klassisch, auf den 54. Rang über 50 km Freistil und auf den 42. Platz in der Verfolgung. In der Saison 1996/97 holte er in Kiruna mit dem 28. Platz über 10 km Freistil seine ersten Weltcuppunkte und kam bei den Nordischen Skiweltmeisterschaften 1997 in Trondheim auf den 67. Platz über 10 km klassisch, auf den 29. Rang über 30 km Freistil und zusammen mit Patrick Weaver, Carl Swenson und Justin Wadsworth auf den 15. Platz in der Staffel. Im folgenden Jahr belegte er bei den Olympischen Winterspielen in Nagano den 78. Platz über 10 km klassisch, den 49. Rang über 30 km klassisch und den 35. Platz über 50 km Freistil. Außerdem errang er dort zusammen mit John Bauer, Patrick Weaver und Justin Wadsworth den 17. Platz in der Staffel. In der Saison 1998/99 erreichte er in Oslo mit dem 19. Platz über 50 km Freistil seine beste Einzelplatzierung im Weltcup und mit dem 65. Rang im Gesamtweltcup sein bestes Gesamtergebnis. Sein bestes Resultat beim Saisonhöhepunkt, den Nordischen Skiweltmeisterschaften 1999 in Ramsau am Dachstein, war der 26. Platz über 30 km Freistil. Bei den Nordischen Skiweltmeisterschaften 2001 in Lahti lief er auf den 64. Platz in der Doppelverfolgung und auf den 49. Rang über 15 km klassisch. Sein letztes Weltcuprennen absolvierte er im Dezember 2001 in Ramsau am Dachstein über 30 km, welches er aber vorzeitig beendete.
Nash wurde zudem neunmal US-amerikanischer Meister und siegte viermal im Continental-Cup. Er ist mit der ehemaligen Skilangläuferin und Radrennfahrerin Kateřina Nash verheiratet.

## Teilnahmen an Weltmeisterschaften und Olympischen Winterspielen

### Olympische Spiele
- 1994 Lillehammer: 65. Platz 30 km Freistil
- 1998 Nagano: 17. Platz Staffel, 35. Platz 50 km Freistil, 49. Platz 30 km klassisch, 78. Platz 10 km klassisch

### Nordische Skiweltmeisterschaften
- 1995 Thunder Bay: 42. Platz 15 km Verfolgung, 54. Platz 50 km Freistil, 60. Platz 10 km klassisch
- 1997 Trondheim: 15. Platz Staffel, 29. Platz 30 km Freistil, 67. Platz 10 km klassisch
- 1999 Ramsau: 26. Platz 30 km Freistil, 37. Platz 50 km klassisch, 41. Platz 10 km klassisch, 42. Platz 15 km Verfolgung
- 2001 Lahti: 49. Platz 15 km klassisch, 64. Platz 20 km Doppelverfolgung

## Siege bei Continental-Cup-Rennen
| Nr. | Datum             | Ort                         | Disziplin       | Serie           |
| --- | ----------------- | --------------------------- | --------------- | --------------- |
| 1.  | 28. November 1998 | Vernon                      | 10 km klassisch | Continental-Cup |
| 2.  | 12. Januar 2000   | Wasatch Mountain State Park | 10 km Freistil  | Continental-Cup |
| 3.  | 13. Januar 2000   | Wasatch Mountain State Park | 15 km klassisch | Continental-Cup |
| 4.  | 13. Februar 2000  | Rumford                     | 15 km Freistil  | Continental-Cup |

## Weltcup-Gesamtplatzierungen
| Saison    | Gesamt | Gesamt | Langdistanz | Langdistanz | Sprint | Sprint |
| Saison    | Punkte | Platz  | Punkte      | Platz       | Punkte | Platz  |
| --------- | ------ | ------ | ----------- | ----------- | ------ | ------ |
| 1996/97   | 5      | 92.    | -           | -           | 3      | 71.    |
| 1997/98   | 12     | 72.    | -           | -           | 12     | 60.    |
| 1998/99   | 21     | 63.    | 21          | 38.         | -      | -      |
| 1999/2000 | 15     | 92.    | -           | -           | 15     | 53.    |